# Peter Gadet
Peter Gatdet Yak oder Peter Gadet (geb. ca. 1958; gest. 15. April 2019) war ein General der Sudan People’s Liberation Army (SPLA). Später wurde er Anführer der South Sudan Liberation Army (SSLA), einer Rebellenbewegung im Südsudan.

## Leben

### Jugend
Gadet wurde zwischen 1957 und 1959 in Mayom County, im Süden des Sudan geboren. Er gehörte der ethnischen Gruppe der Bol Nuer an.

### Karriere
Gadet begann seine militärische Karriere 1981 mit dem Eintritt in das sudanesische Kontingent, das zur Unterstützung der baathistischen Regierung (حزب البعث العربي الاشتراكي Ḥizbar al-Ba‘th al-‘Arabī al-Ishtirākī) des Irak im Iran–Irak-Krieg eingesetzt war (bis 1983).
General Gadet war dann Mitglied der South Sudan Defence Forces (SSDF) während des Zweiten Sudanesischen Bürgerkrieges. Mit den Einheiten unter Peter Par Jiek lieferte er sich einen Privatkrieg (War of the Peters). Er schloss sich nach der Juba Declaration (8. Januar 2006) der Sudan People’s Liberation Army (SPLA) an, kritisierte aber, dass man ihn marginalisiert habe und dass die Armee durch Stammes-Vetternwirtschaft unterhöhlt sei. Im April 2011 schuf Gadet seine eigene Miliz, die South Sudan Liberation Army (SSLA) und forderte eine breiter aufgestellte Regierung. Im Unity State begann er einen Feldzug gegen die SPLA bei dem mindestens 57 Personen getötet wurden.
Im August 2011 erklärte ein Sprecher der SSLA, dass die Bewegung einen Waffenstillstand mit der Regierung vereinbart habe. Gadet gliederte seine Truppe in die Armee ein und wurde der 8th Division Commander.

### Südsudanesischer Bürgerkrieg
Im Südsudanesischen Bürgerkrieg (ab Dezember 2013) meuterte Gadet erneut und seine Miliz aus Nuer übernahm die Kontrolle von Bor. Riek Machar setzte Gadet als Militärgouverneur von Jonglei ein. Im Juli 2014 verhängte die Europäische Union Sanktionen gegen Gadet, aufgrund einer Anklage nach der Attacke auf die Stadt Bentiu, in welcher mehrere hundert Menschen getötet worden waren (Bentiu-Massaker).
Am 11. August 2015 verkündeten Gabriel Tang, Gathoth Gatkuoth, der ehemalige Logistik-Chef der Sudan People’s Liberation Movement-in-Opposition (SPLM-IO) und Gadet, dass sie sich von Machar getrennt hätten, weil sie glaubten, er „suche Macht nur für sich selbst“ („seeking power for himself“). Sie verließen laufende Friedensgespräche und kündigten an, dass sie nun ebenfalls auch Machars Truppen angreifen wollten. Sie verlautbarten: „Sie (Machar und Präsident Salva Kiir) sind Symbole des Hasses, der Teilung und der verfehlten Führerschaft, beide Anführer aren verantwortlich für den Beginn der Krise.“ („They are symbols of hate, division and failed leadership, both leaders were responsible for starting the crisis.“)
Gatkuoth gab ein Statement ab, dass er als Präsident weder einen Dinka noch einen Nuer haben wolle, und, dass er seine Gruppe als politische Gruppe unter der Bezeichnung „Federal Democratic Party“ registrieren wolle. Gadet wurde Vorsitzender des Military Command Council of Federal Democratic Party/South Sudan Armed Forces.
Im Januar 2015 kam es zu zahlreichen mutwilligen Ermordungen von Zivilisten in Bor durch Einheiten unter der Kontrolle von Gadet, unter anderem 14 Frauen, die in einem Kirchengelände umgebracht wurden. Im Mai verhängten die Vereinigten Staaten Sanktionen gegen Gadet.

## Privates
Seine Frau ist die Tochter von Gatluak Gai, einem anderen Rebellengeneral.
Gadet gehörte auch zum Board of Advisers der amerikanischen Jarch Management Group, welche Ölkonzessionen in großen Gebieten von Südsudan erworben hat.

## Tod
Gadet starb an einem Herzinfarkt in Khartum am 15. Juli 2019. Die Sudan People’s Liberation Movement-in-Opposition von Riek Machar veröffentlichte eine Kondolenznachricht.